# Tribunale di Stato della Repubblica di Polonia

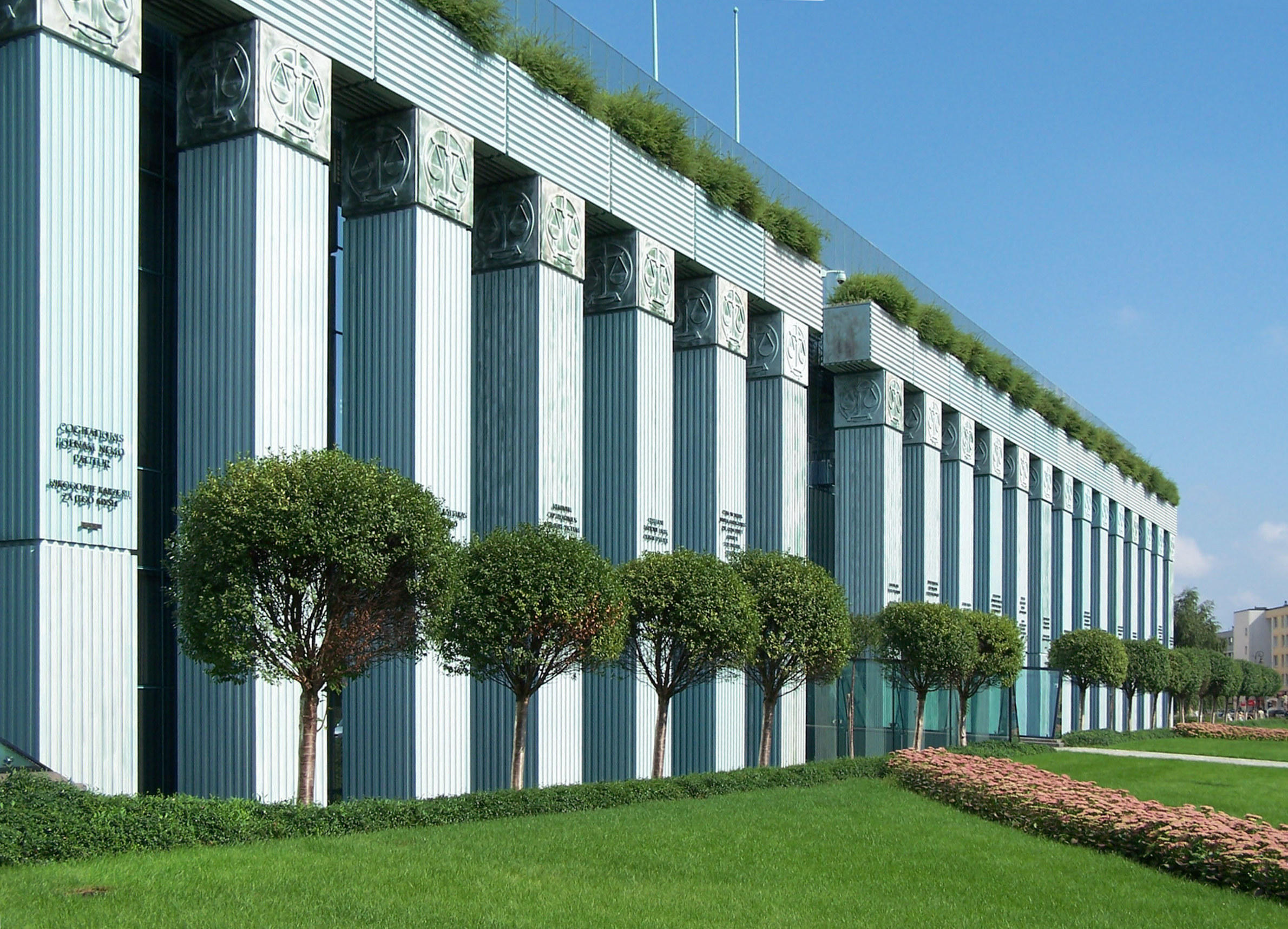
Sede del Tribunale di Stato della Polonia, a Varsavia

Il Tribunale di Stato (in polacco: Trybunał Stanu) della Repubblica di Polonia è l'organo giudiziario che delibera sulle responsabilità costituzionali delle persone che detengono le più alte cariche dello Stato. Esamina casi concernenti l'infrangimento della Costituzione e leggi o crimini commessi dal Presidente della Polonia, membri del governo, dal Presidente della Suprema Camera di Controllo, dal Presidente della Banca Nazionale della Polonia, dai capi degli uffici amministrativi centrali o da altre cariche dello Stato. 
Il Tribunale di Stato ha il potere di rimuovere le persone dalle cariche pubbliche, di imporre ingiunzioni sui singoli contro la loro nomina a incarichi superiori, di revocare il diritto dei singolo al voto e di candidarsi alle elezioni, di ritirare onorificenze precedentemente assegnate, e in casi di crimine imporre pene stipulate nel codice criminale.
La composizione del Tribunale di Stato viene stabilita alla prima seduta di ogni nuovo Sejm, e il suo mandato coincide con quello del Parlamento (con l'eccezione del Capo Giustizia, nominato dal Presidente della Polonia ogni sei anni). I suoi due vice e i 16 membri del Tribunale di Stato sono scelti al di fuori del Sejm. I membri del Tribunale di Stato devono avere la cittadinanza polacca, non possono avere precedenti penali e non devono mai aver perso i diritti civili; non devono inoltre essere impiegati nell'amministrazione statale.
| Controllo di autorità | VIAF (EN) 311414249 |